# Оперативный флот

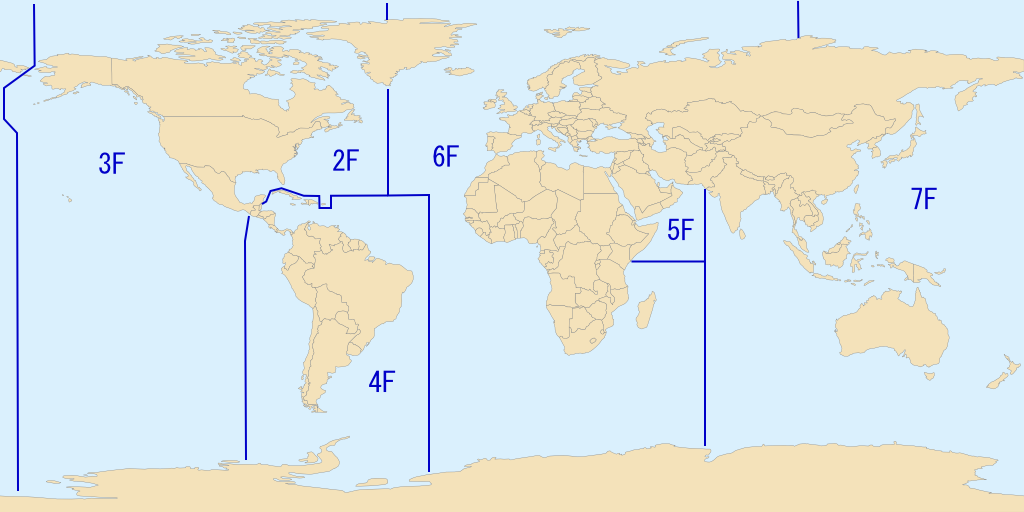
Зоны ответственности оперативных флотов США

Оперативный флот — в структуре ВМС США и ряде других стран высшее оперативное объединение военно-морских сил, включающее оперативные соединения различных родов боеготовых сил. Назначением оперативного флота является решение задач оперативного и стратегического масштаба как самостоятельно, так и во взаимодействии с другими видами вооружённых сил в пределах зоны своей ответственности.
На начало 2010-х годов в США на постоянной основе действовали 2-й, 3-й, 4-й, 5-й, 6-й и 7-й оперативные флота. Боевой состав оперативных флотов периодически обновляется (на ротационной основе) боеготовными кораблями, летательными аппаратами, судами обеспечения, подразделениями морской пехоты и обслуживающим персоналом из состава Тихоокеанского и Атлантического флотов.